# Werner Meyer (Historiker, 1937)
Werner Hans Meyer (* 21. Juli 1937 in Basel) ist ein Schweizer Historiker und Mittelalterarchäologe.

## Leben
Werner Meyer war nach Abschluss des Universitätsstudiums in Basel mehrere Jahre als Gymnasiallehrer tätig und betrieb daneben historische und archäologische Forschung. 1965 promovierte er zum Dr. phil. mit der Dissertation über das Thema Die Löwenburg im Berner Jura. 1970 habilitierte er sich an der Universität Basel. Sein Lehrbereich waren die ältere Schweizergeschichte und die Archäologie des Mittelalters. 1975 wurde Meyer zum ausserordentlichen Professor ernannt. Von 1989 bis 2004 war er ordentlicher Professor für Mittelalterliche Geschichte an der Universität Basel.
Werner Meyers Schwerpunkt war die Mittelalterarchäologie. Er machte sich um die Erforschung mittelalterlicher Burgen besonders in der Schweiz verdient und wird deshalb auch «Burgen-Meyer» genannt. Er publizierte zahlreiche Bücher zur Geschichte der Schweiz im Mittelalter wie zum Beispiel 1977 Das große Burgenbuch der Schweiz. Er bekämpfte in der Öffentlichkeit Geschichtsmythen, so unter anderem mit dem Buch Die Schweiz in der Geschichte, Band 1: 700–1700. 1977 wurde er mit dem Wissenschaftspreis der Stadt Basel geehrt. Er war von 1973 bis 1997 Präsident und ist seit 1998 Ehrenpräsident des Schweizerischen Burgenvereins. Zudem leitete er ein Grabungsprojekt in Bhutan.

## Schriften
- Der mittelalterliche Adel und seine Burgen im ehemaligen Fürstbistum Basel. Helbing & Lichtenhahn, Basel 1962.
- Die Löwenburg im Berner Jura. Geschichte einer Burg, der Herrschaft und ihrer Bewohner (= Basler Beiträge zur Geschichtswissenschaft. Band 113). Helbing & Lichtenhahn, Basel/Stuttgart 1968.
- Die Burgruine Alt-Wartburg im Kanton Aargau. Bericht über die Forschungen 1966/67 (= Schweizer Beiträge zur Kulturgeschichte und Archäologie des Mittelalters. Band 1). Walter, Olten/Freiburg im Breisgau 1974, ISBN 3-530-56705-1.
- Das Castel Grande in Bellinzona. Bericht über die Ausgrabungen und Bauuntersuchungen von 1967 (= Schweizer Beiträge zur Kulturgeschichte und Archäologie des Mittelalters. Band 3). Walter, Olten/Freiburg im Breisgau 1976, ISBN 3-530-56655-0 (Digitalisat).
- mit Eduard Widmer: Das große Burgenbuch der Schweiz. Ex-Libris-Verlag, Zürich 1977 (auch bei C. H. Beck, München 1977, ISBN 3-406-00914-X; 5. Auflage 1986).
- mit Maria-Letizia Boscardin: Burgenforschung in Graubünden. Berichte über die Forschungen auf den Burgruinen Fracstein und Schiedberg (= Schweizer Beiträge zur Kulturgeschichte und Archäologie des Mittelalters. Band 4). Walter, Olten/Freiburg im Breisgau 1977, ISBN 3-530-09540-0.
- Burgen von A bis Z. Burgenlexikon der Regio. Druckerei Klingental, Basel 1981.
- als Redaktor: Burgen der Schweiz. 9 Bände, Silva-Verlag, Zürich 1981–1983.
- mit Jakob Obrecht, Hugo Schneider: Die bösen Türnli. Archäologische Beiträge zur Burgenforschung in der Urschweiz (= Schweizer Beiträge zur Kulturgeschichte und Archäologie des Mittelalters. Band 11). Walter, Olten/Freiburg im Breisgau 1984, ISBN 3-530-56708-6.
- mit Otto P. Clavadetscher: Das Burgenbuch von Graubünden. Orell Füssli, Zürich/Schwäbisch Hall 1984, ISBN 3-280-01319-4.
- mit Emil Maurer: Mesocco. Burg und Kirche Santa Maria del Castello (= Schweizerische Kunstführer. Nr. 362/363). Gesellschaft für Schweizerische Kunstgeschichte, Bern 1985, ISBN 3-85782-362-3 (italienische Ausgabe, ebenda 1985).
- Hirsebrei und Hellebarde. Auf den Spuren mittelalterlichen Lebens in der Schweiz. Walter, Olten/Freiburg im Breisgau 1985, ISBN 3-530-56707-8 (2. Auflage, ebenda 1986).
- Die Frohburg. Ausgrabungen 1973–1977 (= Schweizer Beiträge zur Kulturgeschichte und Archäologie des Mittelalters. Band 16). Schweizerischer Burgenverein, Zürich 1989, ISBN 3-908182-01-8.
- 1291 – die Geschichte. Die Anfänge der Eidgenossenschaft. Silva-Verlag, Zürich 1990 (4. Auflage, ebenda 1991).
- mit Hugo Schneider: Pfostenbau und Grubenhaus. Zwei frühe Burgplätze in der Schweiz (= Schweizer Beiträge zur Kulturgeschichte und Archäologie des Mittelalters. Band 17). Basel 1991, ISBN 3-908182-02-6.
- mit Hans Ulrich Wipf: Der Munot in Schaffhausen (= Schweizerische Kunstführer. Nr. 501/502). Gesellschaft für Schweizerische Kunstgeschichte, Bern 1992, ISBN 3-85782-501-4 (Nachdruck ebenda 2014).
- Die Burgen von Bellinzona (= Schweizerische Kunstführer. Nr. 551/552). Gesellschaft für Schweizerische Kunstgeschichte, Bern 1994, ISBN 3-85782-551-0 (französische Ausgabe ebenda 1995; italienische Ausgabe ebenda 1996).
- 1291, der ewige Bund. Die Entstehung der Eidgenossenschaft. Brandenburgisches Verlags-Haus, Berlin 1994, ISBN 3-89488-067-8.
- Die Schweiz in der Geschichte. Band 1: 700–1700. Silva, Zürich 1995, ISBN 3-908486-47-5.
- mit Franz Auf der Maur, Werner Bellwald, Thomas Bitterli-Waldvogel, Philippe Morel, Jakob Obrecht: «Heidenhüttli». 25 Jahre archäologische Wüstungsforschung im schweizerischen Alpenraum (= Schweizer Beiträge zur Kulturgeschichte und Archäologie des Mittelalters. Band 23/24). Schweizerischer Burgenverein, Basel 1998, ISBN 3-908182-08-5.
- mit Georg Kreis: Abenteuer Schweizer Geschichte. Wechselvolle Zeiten von 700 bis 1998. Verlag Das Beste, Zürich/Stuttgart/Wien 1999, ISBN 3-7166-0074-1.
- mit Johanna Strübin Rindisbacher: Das alte Schloß Bümpliz. Bericht über die Grabungen von 1966–1970 sowie die Bau- und Besitzergeschichte. Haupt, Bern/Stuttgart/Wien 2002, ISBN 3-258-06516-0.
- Da verfiele Basel überall. Das Basler Erdbeben von 1356. Schwabe, Basel 2006, ISBN 978-3-7965-2196-6.
- mit Patricia Cavadini-Bielander: Die Burgen von Bellinzona (= Schweizerische Kunstführer. Nr. 866/867). Gesellschaft für Schweizerische Kunstgeschichte, Bern 2010, ISBN 978-3-85782-866-9.
- mit John Zimmer, Letizia Boscardin: Krak des Chevaliers en Syrie. Archéologie du sol et du bâti 2003–2007. Deutsche Burgenvereinigung, Braubach 2013, ISBN 978-3-927558-34-2.
- mit Reto Marti, Jakob Obrecht: Der Altenberg bei Füllinsdorf. Eine Adelsburg des 11. Jahrhunderts (= Schriften der Archäologie Baselland. Band 50). Schwabe Verlag, Basel 2013, ISBN 978-3-7965-3203-0 (PDF).
- Ritterturniere im Mittelalter. Lanzenstechen, Prunkgewänder, Festgelage. Nünnerich-Asmus, Oppenheim 2017, ISBN 978-3-96176-008-4.
- Drapham Dzong. Archaeological excavation of a Himalayan fortress in Central Bhutan. Niyogi Books, Neu Delhi 2017, ISBN 978-81-933935-7-4.
- Haferbrei und Hellebarde. Leben im Mittelalter zwischen Alltag und Krieg. Nünnerich-Asmus, Oppenheim 2021, ISBN 978-3-96176-145-6.
- mit Angelo Garovi: Die Wahrheit hinter dem Mythos. Die Entstehung der Schweiz. Nünnerich-Asmus, Oppenheim 2023, ISBN 978-3-96176-211-8.